# Michałówek (Tomaszów Mazowiecki)
Michałówek – dzielnica miasta Tomaszowa Mazowieckiego, położona przy ulicy Nadrzecznej po lewej stronie rzeki Wolbórki. Dzielnica powstała pod koniec lat 20. XX w. Składa się z kilkunastu małych bloków. Przy osiedlu znajdują się również Ogródki Działkowe "Michałówek", Park Michałówek oraz III Liceum Ogólnokształcące im. Stanisława Hojnowskiego w Tomaszowie Mazowieckim.
Nazwa pochodzi od imienia Michała Hertza, dyrektora Tomaszowskiej Fabryki Sztucznego Jedwabiu. Przed wojną było to osiedle urzędnicze kadry kierowniczej zakładów. Obecnie zamieszkane przez różne klasy społeczne.

## Galeria

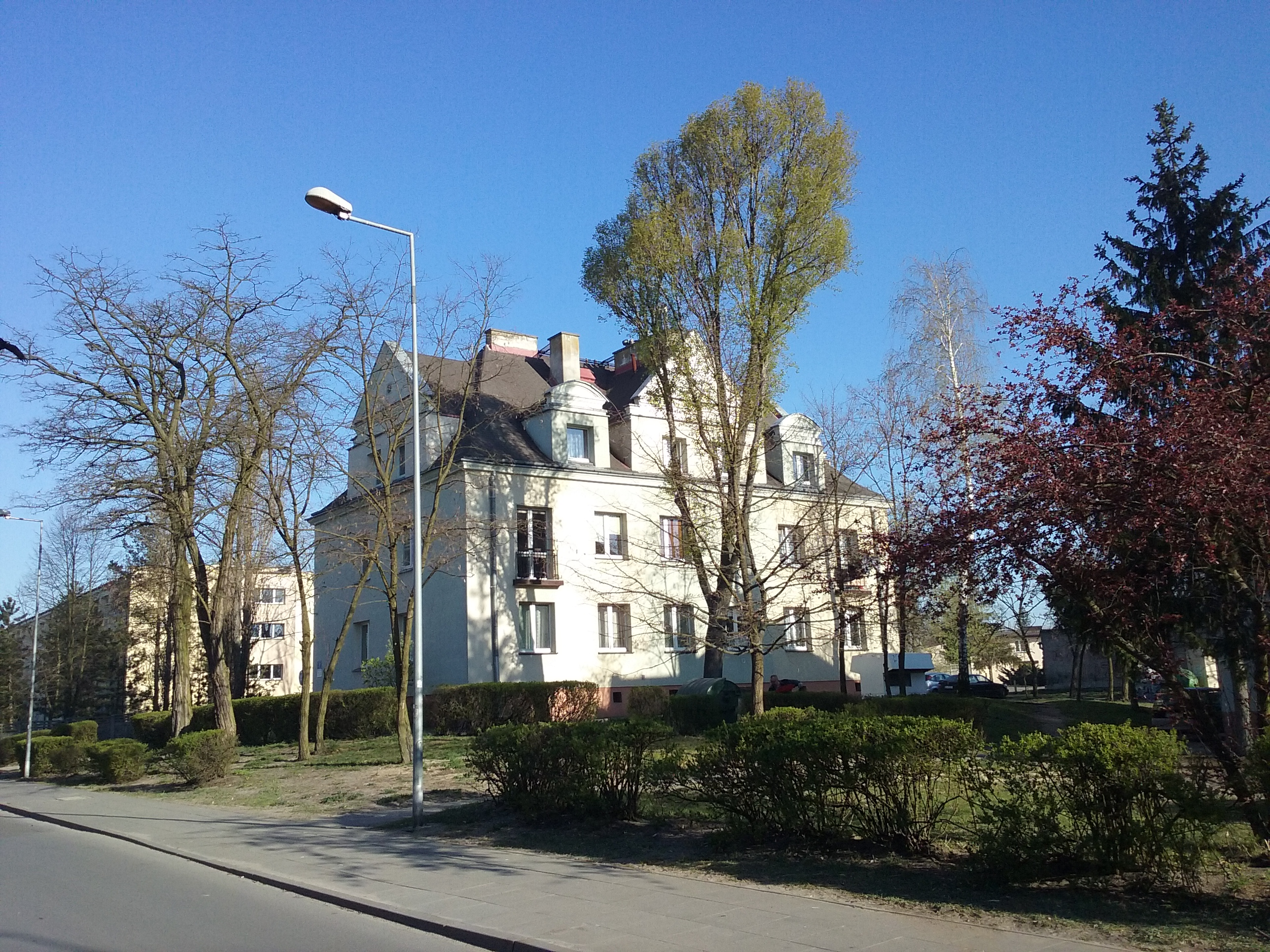
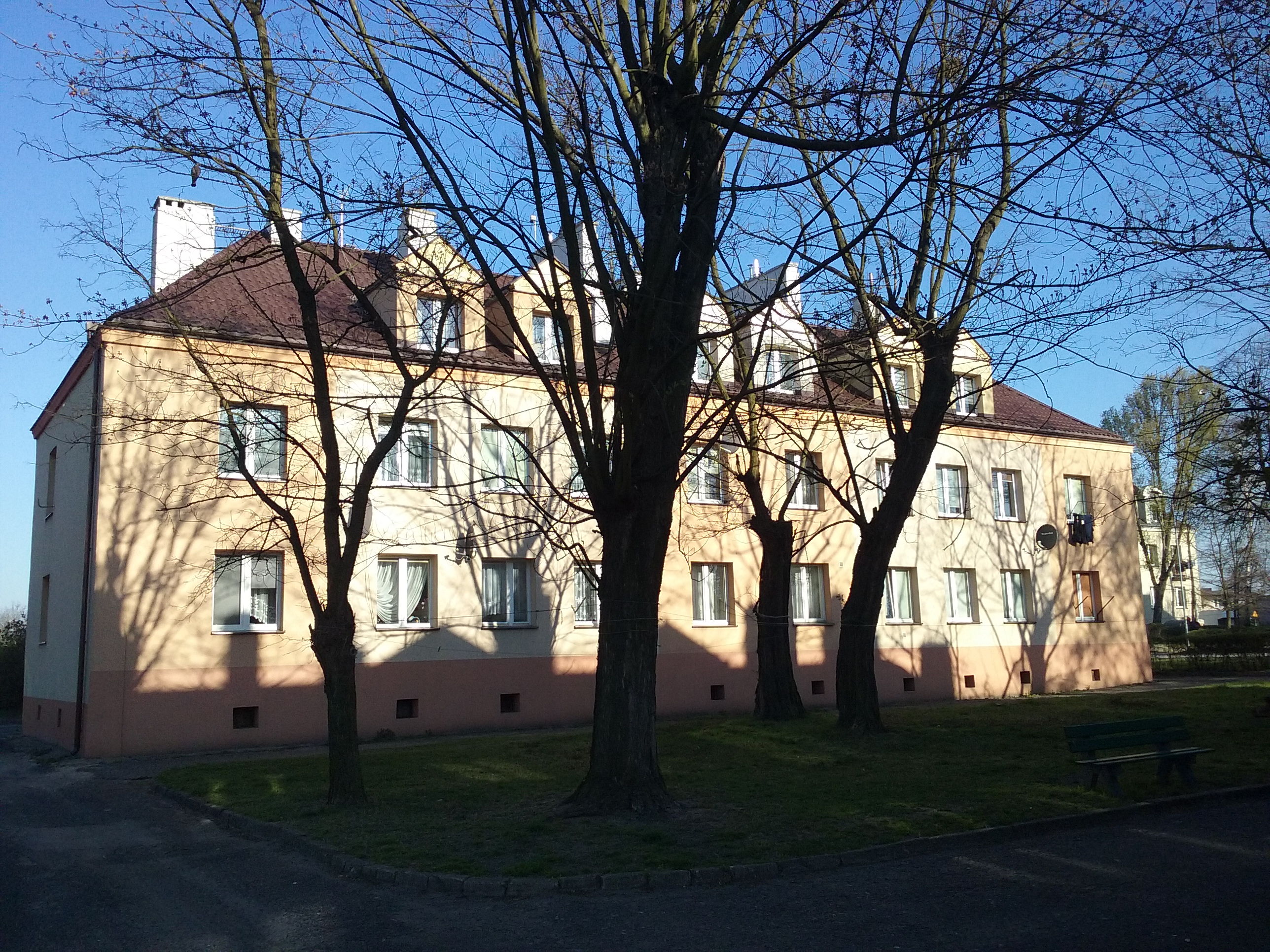
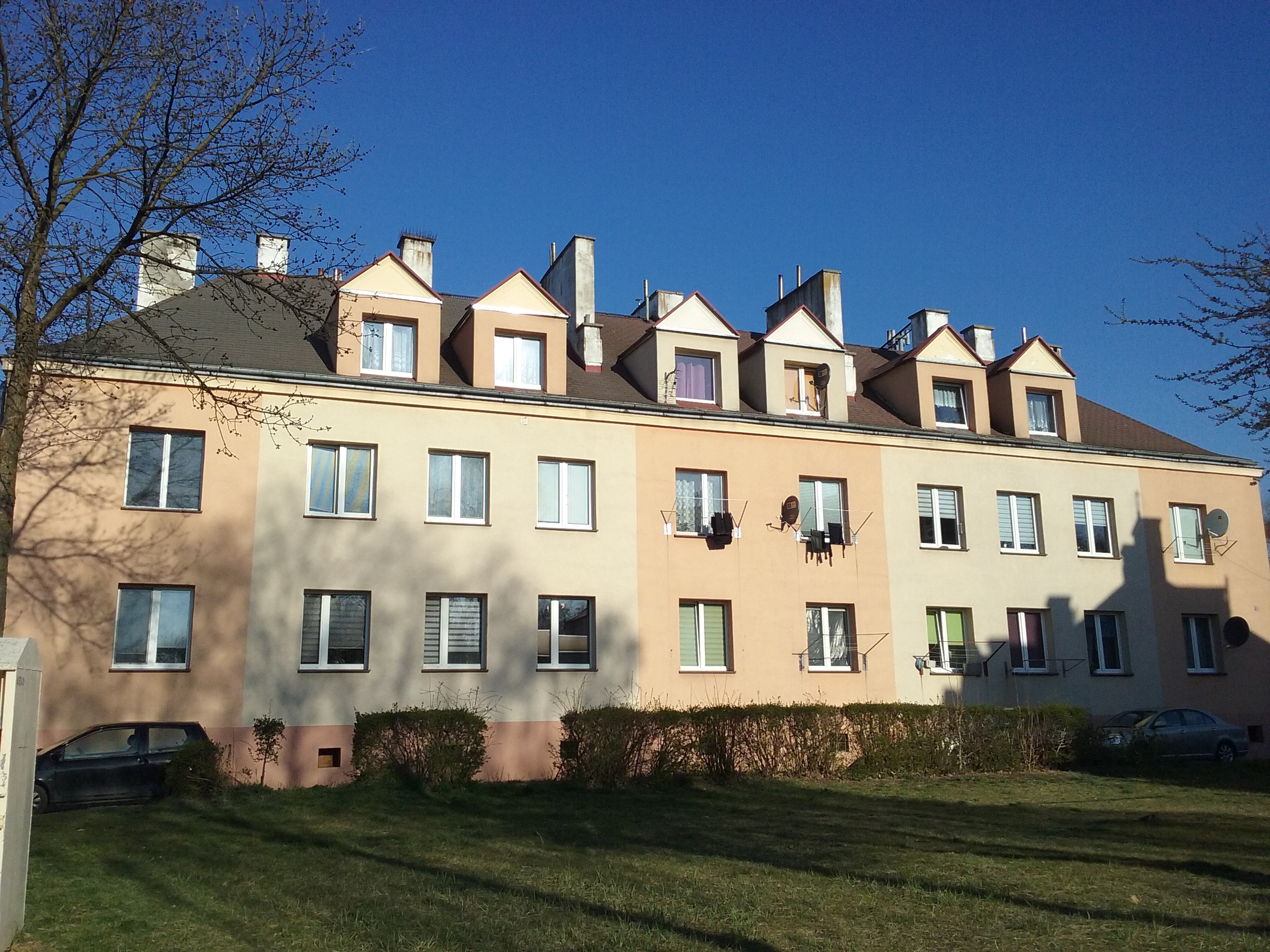
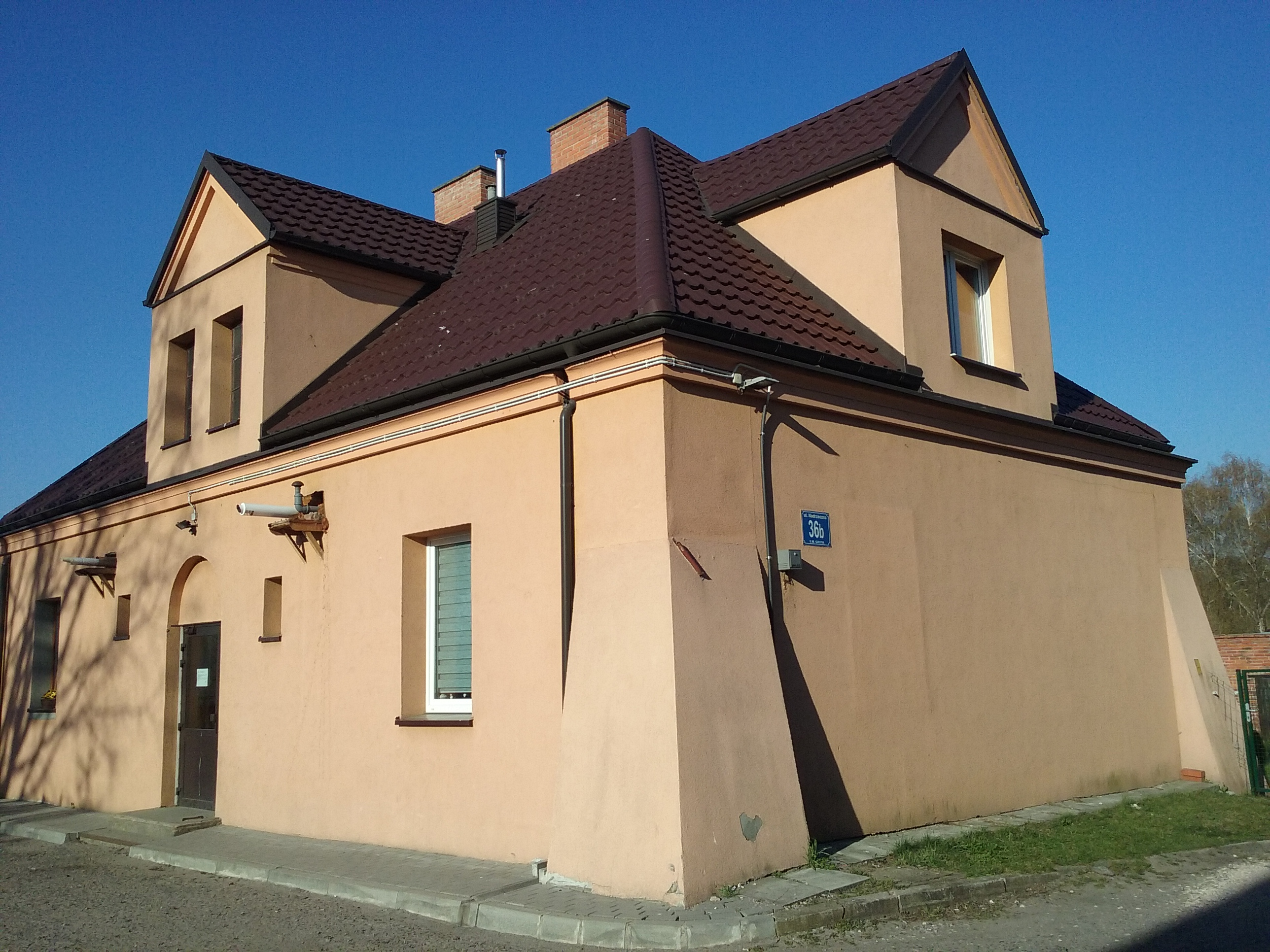
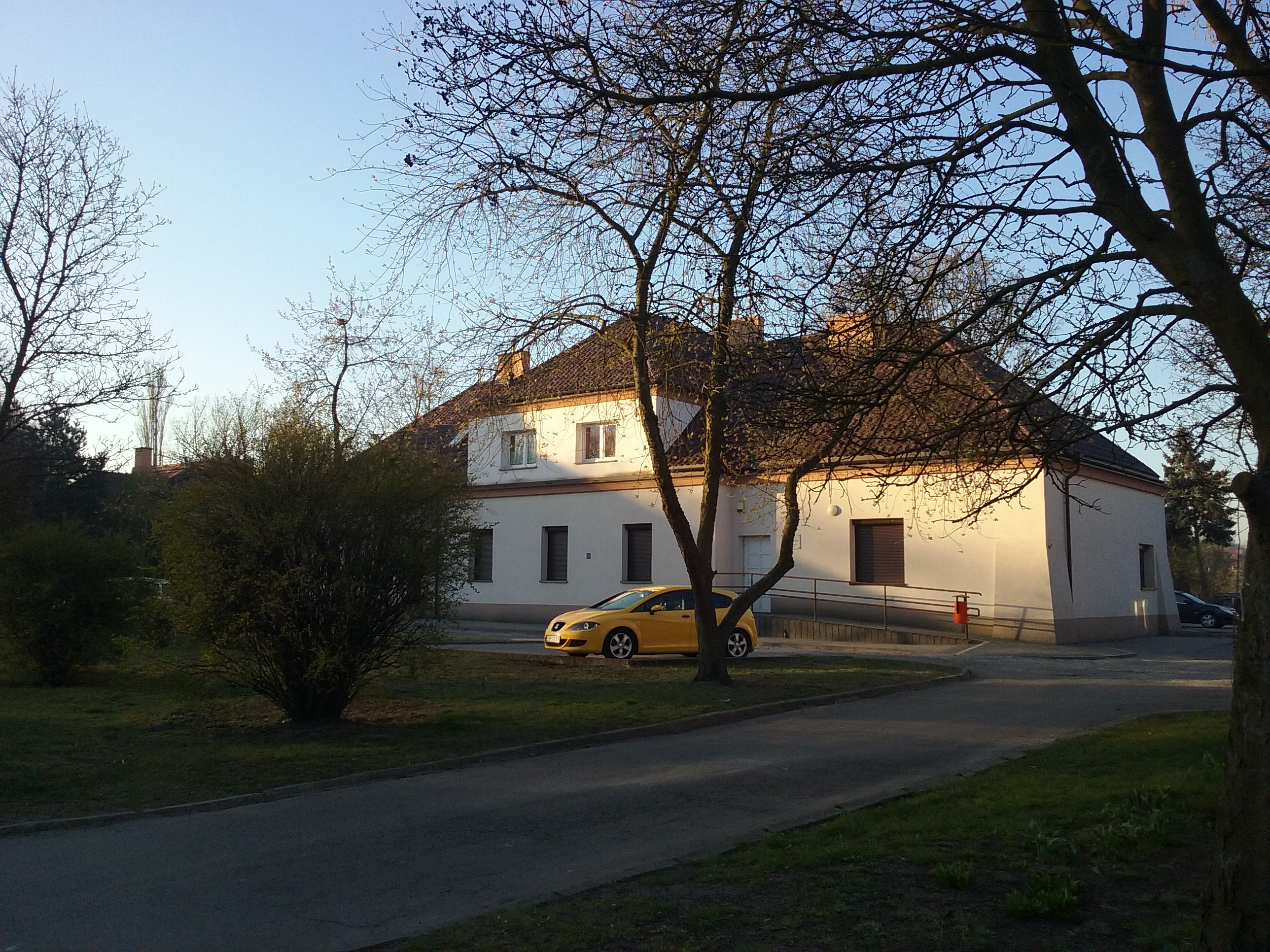
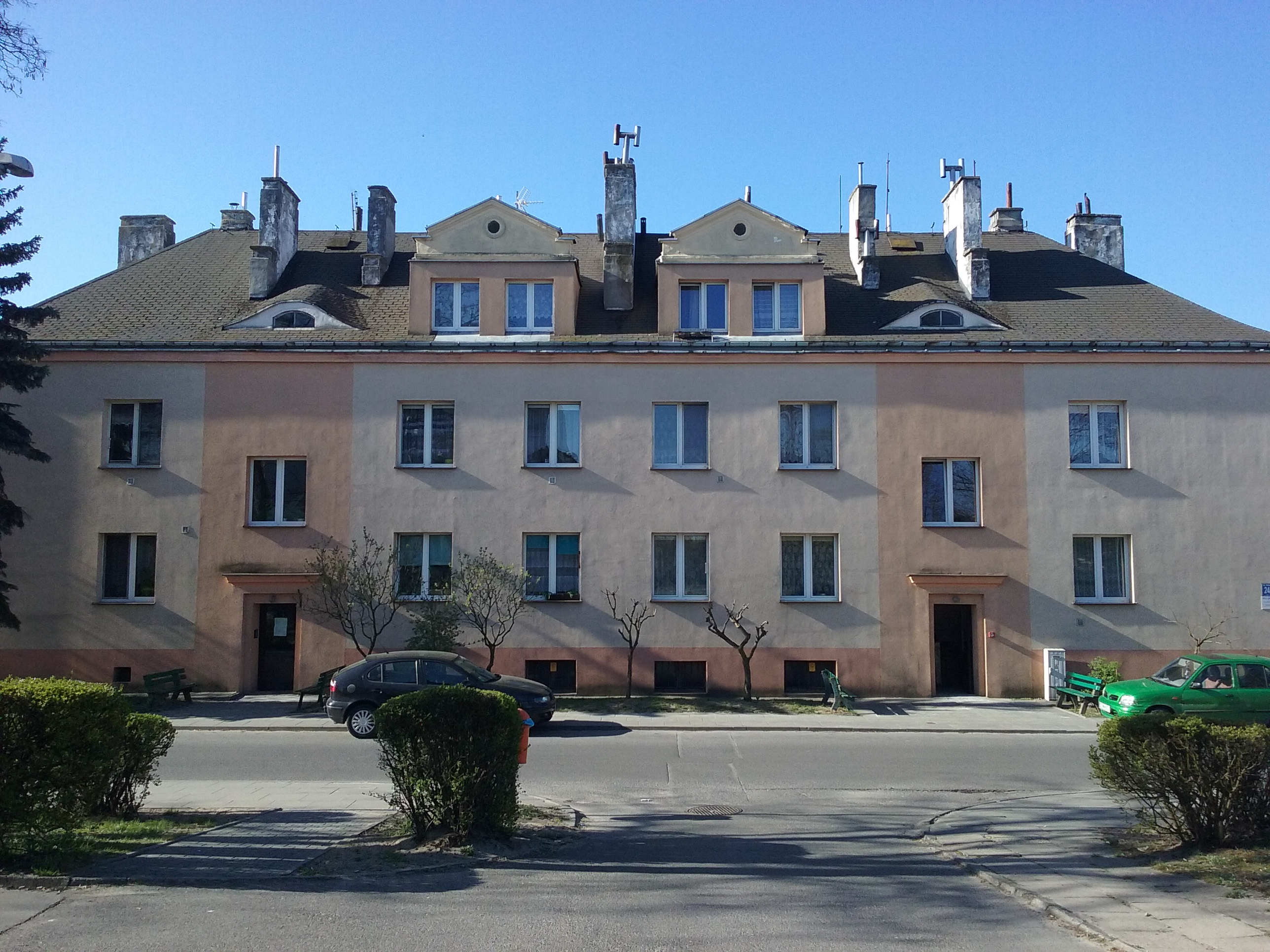
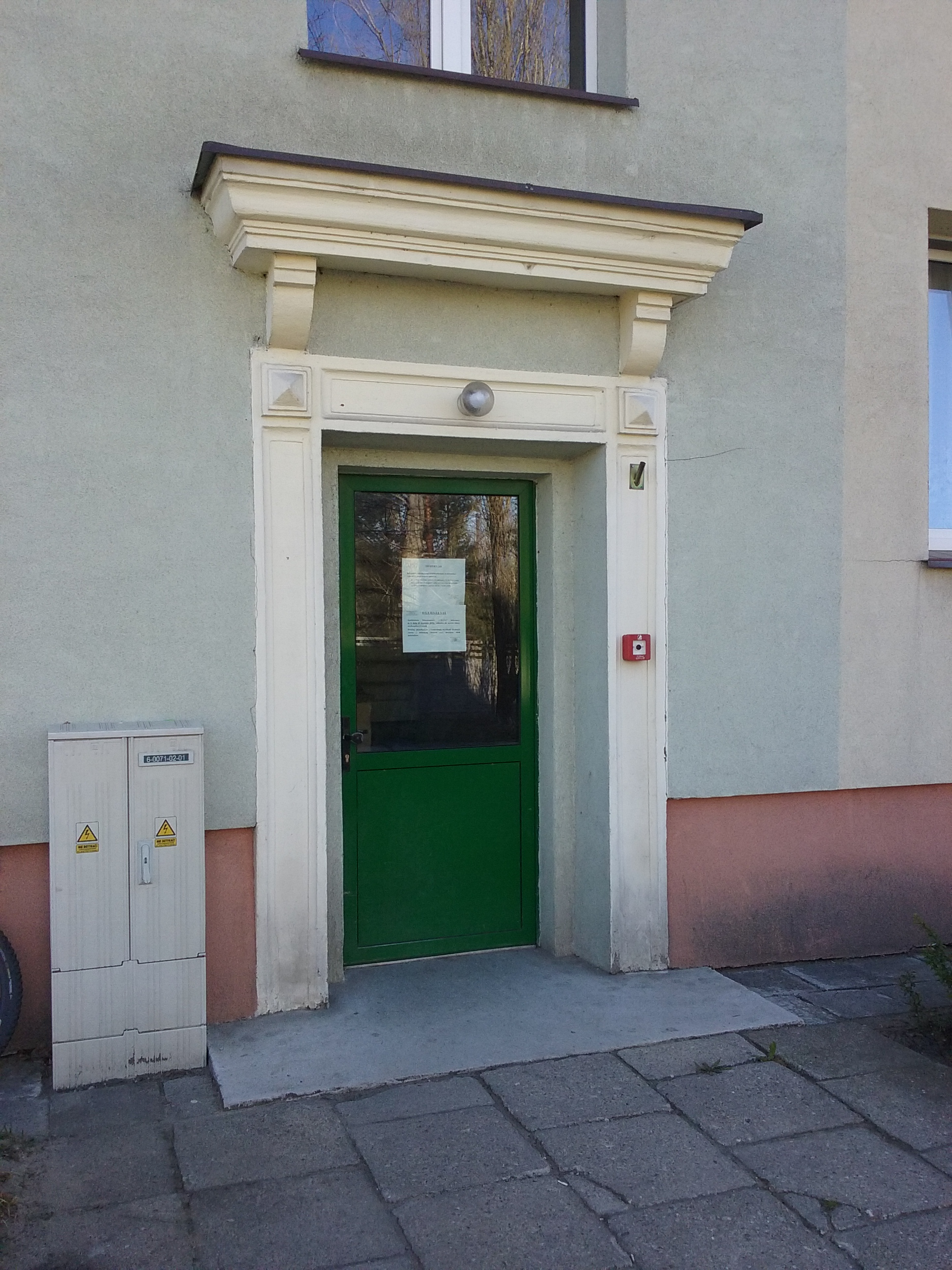
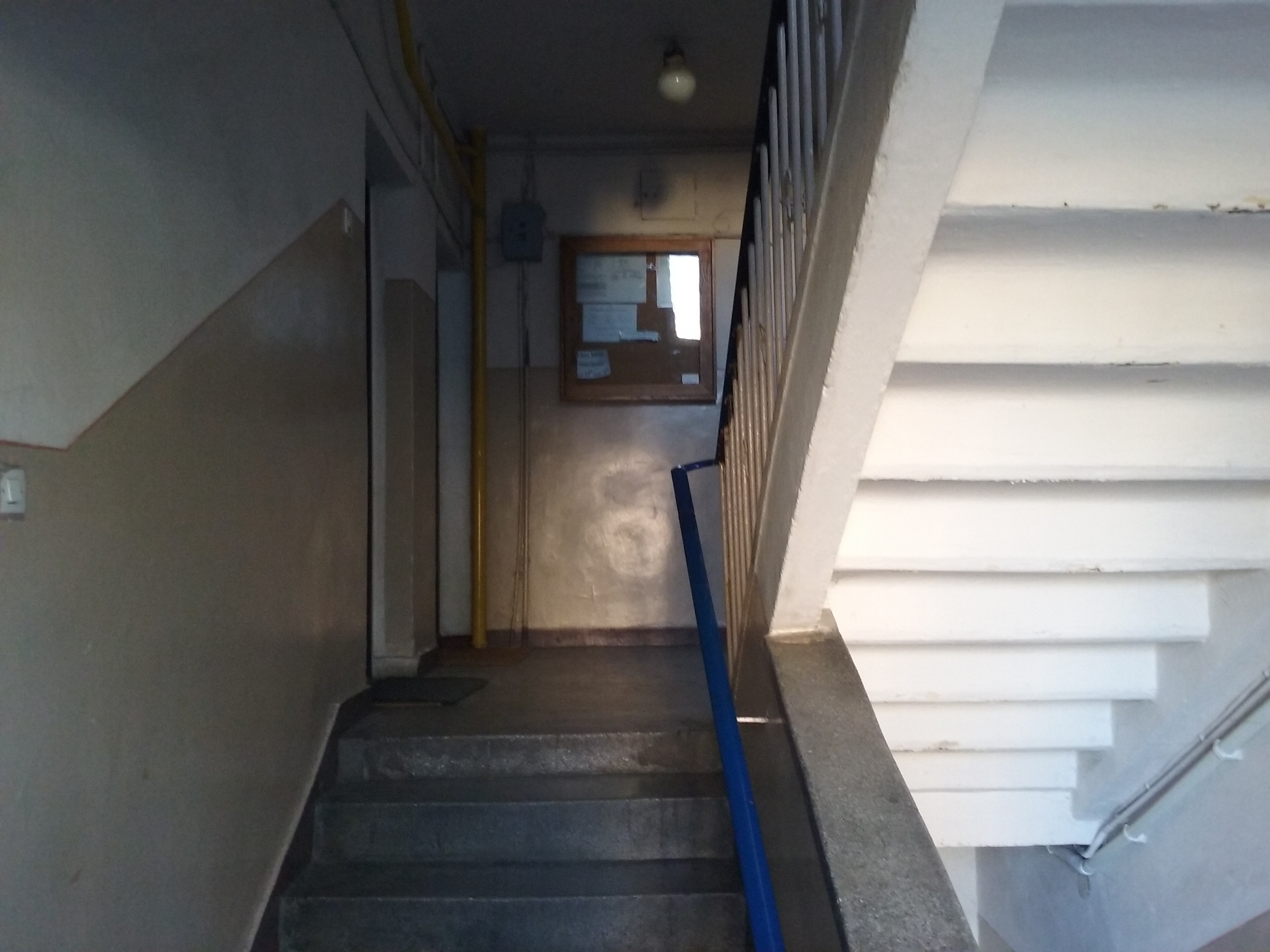